# Redzikowo
Redzikowo (deutsch Reitz, kaschubisch Redzëkòwò) ist ein Dorf im Powiat Słupski (Stolper Kreis) der polnischen Woiwodschaft Pommern.

## Geographische Lage
Das Dorf liegt in Hinterpommern, sechs Kilometer östlich der Kreisstadt Stolp. An den östlichen Rand der Gemarkung des Dorfs grenzt ein ehemaliger Militärflugplatz. 
Nachbargemeinden sind: im Westen die Stadt Słupsk mit dem jetzigen Stadtteil und früheren Bauerndorf Ryczewo (Ristow), im Norden Jezierzyce (Jeseritz) und Grąsino (Granzin), im Osten Wielogłowy (Vilgelow) und im Süden Wieszyno (Vessin).

## Geschichte
Das alte Gutsdorf Reitz ist seiner historischen Dorfform nach ein Weiler. Bereits 1288 wurde der Ort in einem Dokument genannt, in dem Herzog Mestwin II. von Pommerellen dem Prämonstratenser-Nonnenkloster in Stolp den Besitz des Dorfes bestätigte. 1552 war Reitz im Besitz der  Familie Woyten. Später war das Dorf Besitz der  Familien Somnitz und Krockow. Von diesen dürfte die Güter um 1741 der preußische Oberst Friedrich Asmus von Bandemer erworben haben. 1781 gingen sie auf den Major Georg Ludwig von Katzler über.
Im Jahre 1782 hatte Reitz ein Vorwerk, einen Bauern, einen Krug, das Vorwerk Neiderzin, die Kolonie Neu Reitz und eine Wassermühle – bei insgesamt 16 Haushaltungen.  Bis 1814 waren die von Katzlers Besitzer von Reitz (und auch von Vessin), danach kam die Familie Arnold, von der Friedrich Wilhelm von Arnold letzter Gutsherr auf Reitz vor 1945 war.
Am 1. April 1927 hatte das Gut Reitz eine Flächengröße von 921 Hektar, und am 16. Juni 1925 hatte der Gutsbezirk 305 Einwohner. Am 30. September 1928 wurde der Gutsbezirk Reitz teilweise in eine Landgemeinde gleichen Namens umgewandelt.
Anfang der 1930er Jahre hatte die Landgemeinde Reitz eine Flächengröße von 8,2 km². Innerhalb der Gemeindegrenzen standen insgesamt 22 bewohnte Wohnhäuser an vier verschiedenen Wohnstätten:
1. Chausseehaus
2. Gesellschaftshaus
3. Neiderzin
4. Reitz

Der Wohnplatz Neiderzin lag 1,5 Kilometer nordwestlich des Dorfkerns. 
Bis 1945 bildete Reitz eine Landgemeinde im Landkreis Stolp im Regierungsbezirk Köslin der preußischen Provinz Pommern des Deutschen Reichs. Reitz war Sitz des Amtsbezirks Reitz, dem außer Reitz noch die Gemeinden Vessin, Vilgelow und Warbelow zugeordnet waren.
Außerdem war das Dorf Sitz eines Standesamtes. Der Gendarmeriebezirk war Ristow  und der Amtsgerichtsbezirk Stolp. In der einklassigen Volksschule in Reitz vor 1945 wurden etwa 40 Kinder unterrichtet.
Gegen Ende des Zweiten Weltkriegs  traten die Bewohner von Reitz am 8. März 1945 im Treck die Flucht vor der herannahenden Roten Armee an und kamen bis nach Marienfelde, das zum Gut Lojow gehörte. Sie wurden von den Rotarmisten überrollt und kehrten Ende April 1945 wieder in ihr Heimatdorf zurück. Nach Beendigung der Kampfhandlungen wurde die Region zusammen mit ganz Hinterpommern seitens der sowjetischen Besatzungsmacht der Volksrepublik Polen zur Verwaltung überlassen. Reitz wurde unter der polonisierten Ortsbezeichnung ‚Redzikowo‘ verwaltet. Die Deportation der einheimischen Bevölkerung durch die polnische Administration erfolgte erst 1950, nachdem den Polen der Flugplatz von den Russen übertragen worden war. 
Das Dorf ist heute namensgebend für die Gmina Redzikowo (bis 2023 Landgemeinde Słupsk) im Powiat Słupski der Woiwodschaft Pommern (bis 1998 Woiwodschaft Stolp).

## Flugplatz und Militär
Im Ortsgebiet gibt es den Militärflugplatz Słupsk-Redzikowo. Hier wurde (als Teil der NATO-Raketenabwehr in Europa) eine Raketenabwehrbasis gebaut und im November 2024 durch US-Streitkräfte in Betrieb genommen. Es ist ein AEGIS-System mit SM-3-Block-IIA-Raketen, das Angriffe mit ballistischen Kurz- und Mittelstreckenraketen abwehren soll. Die Basis stellt den ersten permanenten US-Stützpunkt in Polen dar.

## Kirche
Die einheimische Bevölkerung von Reitz war bis 1945 zu 95 % evangelisch. Das Dorf war in das Kirchspiel Vessin eingepfarrt, das zum Kirchenkreis Stolp-Stadt in der Kirchenprovinz Pommern der Kirche der Altpreußischen Union gehörte. Das Kirchenpatronat übte zuletzt Rittergutsbesitzer Friedrich Wilhelm Arnold aus. Letzter deutscher Geistlicher vor 1945 war Pfarrer Martin Reinke, der zugleich Superintendent der Synode Stolp-Stadt war und seine Wohnung in der Kreisstadt hatte. 
Vor 1945 gehörten die römisch-katholischen Kirchenglieder (4,6 % der Gesamtbevölkerung) zur Pfarrei Stolp. 

### Polnisches Kirchspiel seit 1945
Die seit 1945 und Vertreibung der einheimischen Dorfbewohner anwesende polnische Einwohnerschaft ist überwiegend katholisch. Sie ist der Parafia Wieszyno (Vessin) im Dekanat Słupsk Wschód (Stolp-Ost) im Bistum Köslin-Kolberg der Katholischen Kirche in Polen unterstellt. Für Angehörige des Militärs gibt es außerdem die Militärkirchengemeinde Parafia Wojskowej Słupsk-Redzikow.
Die wenigen polnischen evangelischen Kirchenglieder gehören zur Parafia Słupsk (Stolp) in der Diözese Pommern-Großpolen der Evangelisch-Augsburgischen Kirche in Polen.

## Verkehr
Der Ort liegt an der Landesstraße 6 (ehemalige deutsche Reichsstraße 2, heute auch Europastraße 28) Stettin–Danzig. 
Bahnstation ist das vier Kilometer nördlich gelegene Jezierzyce Słupskie (Jeseritz) an der Staatsbahnstrecke Nr. 202 Danzig–Stargard.